# Adela van Engeland

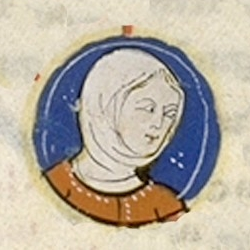
Adela

De heilige Adela (Normandië, circa 1062 - Marcigny, 8 maart 1137), ook bekend als Adela van Engeland en Adela van Normandië was de jongste dochter van Willem de Veroveraar en Mathilde van Vlaanderen. Zij huwde in 1081 te Breteuil met Stefanus II van Blois (Hendrik 'de Wijze'). 
Adela had in haar jeugd een goede opleiding gehad: ze beheerste Latijn en had een brede interesse. In de periode 1095-1098 was ze regentes van het grote feodale bezit van haar man, toen die deelnam aan de Eerste Kruistocht. Omdat Stefanus de kruistocht voortijdig had verlaten, zette Adela hem ertoe aan om deel te nemen aan de kruisvaart van 1101. Adela werd opnieuw regentes en Stefanus sneuvelde in het Heilige Land; Adela bleef tot 1107 regentes. Als regentes stuurde ze in 1101 honderd ridders om Filips I van Frankrijk te helpen bij het beleg van Montmorency (Val-d'Oise). In 1105 bemiddelde ze in een conflict tussen paus Paschalis II en haar broer Hendrik I van Engeland en in 1107 ontving ze de paus te Chartres. Ze onterfde haar zoon Willem omdat die onbekwaam was, en benoemde haar volgende zoon Theobald tot opvolger van zijn vader. Ook na haar aftreden als regentes bleef ze zich met intensief met het bestuur bemoeien. In 1113 en 1118 bemiddelde ze nog in conflicten tussen Hendrik en Theobald enerzijds, en Lodewijk VI van Frankrijk anderzijds. Adela trad als non in het benedictinessenklooster van Marcigny (Bourgondië) in 1120 en overleed daar 17 jaar later. Adela werd begraven in de abdij van Heilige Drie-eenheid te Caen. 
Adela maakte een cultureel centrum van Chartres. Ze correspondeerde met Ivo van Chartres, Anselmus van Canterbury, Hildebert van Laverdin en Hugo van Fleury. De dichter Baudri van Bourgueil was een van haar bestuurders. Volgens zijn beschrijving had haar ontvangstkamer wandtapijten met scènes uit Genesis, de Griekse mythologie en een kleinere versie van het tapijt van Bayeux, was het plafond beschilderd met sterren en tekens van de dierenriem en was op de vloer een wereldkaart weergegeven. Zij betoonde zich zeer edelmoedig voor abdijen en kerken. 
Adelheid en Stefanus kregen de volgende kinderen:
- mogelijk Humbert, graaf van Vertus
- Willem I van Sully, graaf van Chartres en door zijn vrouw graaf van Sully. Dwong in 1103 de burgers van Chartres tot een eed dat zij de bisschop van Chartres zouden doden. Werd onterfd omdat hij onbekwaam zou zijn voor het bestuur en behield alleen het graafschap Sully.
- Theobald IV (?-1152)
- Odo
- Mathilde (?-1120), in 1115 gehuwd met Richard van Avranches, graaf van Chester, verdronken bij het vergaan van het White Ship
- mogelijk Agnes, gehuwd met Hugo III van Puiset (?-1132), burggraaf van Chartres
- mogelijk Adela, in 1112 gehuwd met Miles van Montlhery, burggraaf van Troyes (?-1118), gescheiden in 1113
- Eleonora, gehuwd met graaf Roeland I van Vermandois (?-1152)
- Stefanus van Blois, koning van Engeland
- mogelijk Alice, gehuwd met Reinout III van Joigny.
- Hendrik (ovl. 1171), kapelaan van keizerin Mathilde van Engeland. Werd in 1118 door keizer Hendrik V benoemd tot bisschop van Verdun maar dit stuitte op verzet van de paus. Toen de paus eindelijk akkoord ging, verzette keizer Hendrik zich weer tegen de benoeming. Dit leidde tot gewapende conflicten en Hendrik kon ternauwernood uit Verdun ontsnappen door de Maas over te zwemmen. Hendrik werd monnik in Cluny en later abt van Bermondsey. In 1124 werd een vrede bereikt en werd Hendrik weer bisschop van Verdun. In 1126 werd hij ook abt van Glastonbury. Hendrik gaf in 1129 het bisdom van Verdun op, en werd bisschop van Winchester. In 1136 werd hij benoemd tot aartsbisschop van Canterbury.

Haar feestdag is op 24 februari.

## Voorouders
| Voorouders van Adela van Engeland | Voorouders van Adela van Engeland                                            | Voorouders van Adela van Engeland                                            | Voorouders van Adela van Engeland                                            | Voorouders van Adela van Engeland                                            | Voorouders van Adela van Engeland                                             | Voorouders van Adela van Engeland                                             | Voorouders van Adela van Engeland                                            | Voorouders van Adela van Engeland                                            |
| --------------------------------- | ---------------------------------------------------------------------------- | ---------------------------------------------------------------------------- | ---------------------------------------------------------------------------- | ---------------------------------------------------------------------------- | ----------------------------------------------------------------------------- | ----------------------------------------------------------------------------- | ---------------------------------------------------------------------------- | ---------------------------------------------------------------------------- |
| Overgrootouders                   | Richard II van Normandië (963–1026) ∞ 1000 Judith van Bretagne (982-1017)    | Richard II van Normandië (963–1026) ∞ 1000 Judith van Bretagne (982-1017)    | ? (-) ∞ ? (–)                                                                | ? (-) ∞ ? (–)                                                                | Boudewijn IV van Vlaanderen (980–1035) ∞ 1012 Otgiva van Luxemburg (986-1030) | Boudewijn IV van Vlaanderen (980–1035) ∞ 1012 Otgiva van Luxemburg (986-1030) | Robert II van Frankrijk (972-1031) ∞ Constance van Arles (986–1034)          | Robert II van Frankrijk (972-1031) ∞ Constance van Arles (986–1034)          |
| Grootouders                       | Robert de Duivel (1000/1010-1035) ∞ Herleva (1015-1050)                      | Robert de Duivel (1000/1010-1035) ∞ Herleva (1015-1050)                      | Robert de Duivel (1000/1010-1035) ∞ Herleva (1015-1050)                      | Robert de Duivel (1000/1010-1035) ∞ Herleva (1015-1050)                      | Boudewijn V van Vlaanderen (1013-1067) ∞ 1028 Adela van Mesen (1116-1165)     | Boudewijn V van Vlaanderen (1013-1067) ∞ 1028 Adela van Mesen (1116-1165)     | Boudewijn V van Vlaanderen (1013-1067) ∞ 1028 Adela van Mesen (1116-1165)    | Boudewijn V van Vlaanderen (1013-1067) ∞ 1028 Adela van Mesen (1116-1165)    |
| Ouders                            | Willem de Veroveraar (±1028–1087) ∞ 1051 Mathilde van Vlaanderen (1031-1083) | Willem de Veroveraar (±1028–1087) ∞ 1051 Mathilde van Vlaanderen (1031-1083) | Willem de Veroveraar (±1028–1087) ∞ 1051 Mathilde van Vlaanderen (1031-1083) | Willem de Veroveraar (±1028–1087) ∞ 1051 Mathilde van Vlaanderen (1031-1083) | Willem de Veroveraar (±1028–1087) ∞ 1051 Mathilde van Vlaanderen (1031-1083)  | Willem de Veroveraar (±1028–1087) ∞ 1051 Mathilde van Vlaanderen (1031-1083)  | Willem de Veroveraar (±1028–1087) ∞ 1051 Mathilde van Vlaanderen (1031-1083) | Willem de Veroveraar (±1028–1087) ∞ 1051 Mathilde van Vlaanderen (1031-1083) |
| Adela van Engeland (1062-1137)    |                                                                              |                                                                              |                                                                              |                                                                              |                                                                               |                                                                               |                                                                              |                                                                              |